# Rodriguez Alive
Rodriguez Alive è il primo album live del musicista statunitense Sixto Rodriguez; è stato registrato 1979 durante il tour in Australia e pubblicato nel 1981.

## Tracce
Testi e musiche di Sixto Rodriguez.
1. Can't Get Away (Inedito del 1973) – 2:30
2. Street Boy (Dal singolo I'll Slip Away/ Street Boy) – 3:48
3. Like Janis (Da Cold Fact) – 5:00
4. I Think Of You (Da Coming from Reality) – 3:24
5. I'll Slip Away (Dal singolo I'll Slip Away/ Street Boy) – 3:53
6. A Most Disgusting Song (Da Coming from Reality) – 2:32
7. Forget It (Da Cold Fact) – 2:49
8. Inner City Blues (Da Cold Fact) – 3:44
9. Half Way Up The Stairs (Da Coming from Reality) – 5:25
10. To Whom It May Concern [2] (Da Coming from Reality) – 2:34